# Filamon
Filamon (em grego, Φιλάμμων) é um personagem da mitologia grega. Era filho de Apolo, e se lhe atribui a criação dos coros femininos e a fundação dos Mistérios de Deméter em Lerna. Teve o filho Tâmiris, um músico, com a ninfa Argíope. Pelos cálculos de Jerônimo de Estridão, ele se tornou famoso por volta do ano 1283 a.C., quando inventou os corais dançantes na Pítia.
Sua mãe era Quíone, filha de Dedalion (ou, segundo alguns poetas, Philonis, filha de Dedalion) e sobrinha de Ceix; quando ela fez catorze anos, foi violentada por Hermes e por Febo (Apolo), o primeiro durante o dia, depois de tê-la feito dormir, e o segundo à noite. Os seus filhos foram Autólico, filho de Hermes, e Filamon, filho de Apolo.
Uma outra versão de Higino lista Philammon como filho de Apolo e Leuconoe, filha de Lúcifer.
Filamon foi o segundo vencedor na prova dos Jogos Píticos que consistia em cantar hinos aos deuses; o primeiro vencedor foi o cretense Crisótemis, filho de Carmanor. O terceiro vencedor foi Tâmiris, filho de Filamon.
Tâmiris era filho da ninfa Argíope com Filamon. Argíope morava no Parnaso, e se estabeleceu entre os odrisianos, mas Filamon se recusou a recebê-la em casa quando ela ficou grávida. Tâmiris se apaixou por Jacinto, filho da musa Clio e de Piero, filho de Magnes, no primeiro caso de homossexualidade  entre mortais da mitologia. Tâmiris ganhou notoriedade por volta do ano 1247 a.C..
Outro filho seu, Eumolpo, foi o professor de canto e música de Héracles.
Durante o ataque dos flégios contra o santuário de Delfos, Filamon e um grupo de argivos tentaram deter o ataque, mas todos foram mortos.